# Kōtarō Ōmori
Kōtarō Ōmori (jap. 大森 晃太郎 Ōmori Kōtarō; ur. 28 kwietnia 1992) – japoński piłkarz występujący na pozycji pomocnika. Obecnie występuje w Júbilo Iwata. Wychowanek japońskiego zespołu Gamba Osaka.

## Kariera klubowa
W latach 2005–2010 grał w młodzieżowych zespołach japońskiego zespołu Gamba Osaka. W sezonie 2011/2012 po raz pierwszy zadebiutował w seniorskim zespole, gdzie rozegrał on łącznie 100 meczów, a także zdobył 12 goli. 27 grudnia 2016 za pośrednictwem oficjalnej strony japońskiego zespołu Vissel Kobe poinformowano, że podpisał on kontrakt z tym zespołem. W sezonie 2018 związał się on z zespołem F.C. Tokyo. 5 stycznia 2020, klub Júbilo Iwata zakomunikował pozyskanie piłkarza w zimowym oknie transferowym.